# 짝퉁 패밀리
《짝퉁 패밀리》는 2015년 10월 24일에 방영한 KBS 드라마 스페셜이다. 2014 KBS 극본공모 최우수 당선작이다.

## 줄거리
36세 은수는 가족들의 생계를 책임지고 빚을 갚기 위해 낮에는 치과에서 일하고 저녁에는 아르바이트를 하며 청춘을 다 바쳤다. 은수의 소망은 가족에게서 벗어나 딱 1년만이라도 자신만을 위한 삶을 사는 것이다.
대출금을 모두 상환하는 날, 오랫동안 공들여 세워놓은 제주도행을 행하려는 순간에, 예기치 못한 일이 터지면서 지긋지긋한 가족들에게서 벗어날 시기가 멀어져만 간다.

## 등장 인물

### 주요 인물
- 이하나 : 김은수(36세) 역

엄마 송자와 의붓아버지 명국의 빚을 갚느라 젊은 시절을 가족에게 헌신한다. 단 1년 만이라도 은수 자신만을 위한 삶을 제주도에서 펼치고자 묵묵히 준비해왔지만 엄마와 동생 민수 때문에 계획이 꼬여간다.
- 이학주 : 이민수(18세) 역

의붓동생. 누나 은수가 집안의 생계를 책임지고 있지만 엄마처럼 눈치를 보지 않고 부딪힐 때마다 은수와는 으르렁거린다.
- 김원해 : 이명국(46세) 역

민수의 친부. 뻔뻔하고 자기중심적인 인물이며, 은수가 찾아와서 민수를 책임지라고 하지만, 이미 송자에게 돈을 줬기 때문에 책임질 수 없다며 법대로 하라고 한다. 아들 민수의 존재에 대해서는 거의 생각하고 있지 않다.
- 박종환 : 한영진(36세) 역

은행원. 은수와 무려 10년을 만나 결혼까지 생각하고 있지만, 은수의 반응은 뜨뜻미지근하다.
- 길해연 : 차송자(57세) 역

은수와 민수의 엄마. 엄마 노릇을 제대로 안 해 딸인 은수에게 빚 갚는데 모든 청춘을 보내게 만든 장본인이다. 은수에게는 늘 미안한 마음을 가지고 있지만, 여전히 현실 감각이 딸보다 못한 엄마다.

### 그 외 인물
- 한춘일 : 고속버스 기사 역
- 김상일
- 김태희
- 박용
- 주동희
- 서동진
- 차지원
- 염정훈
- 염수미
- 김정연
- 유신
- 홍은미

### 특별출연
- 조달환
- 조양자 : 집주인 아줌마 역
- 이채은 : 공무원 역

### 우정출연
- 누엘

## 시청률
- 전국 시청률 : 2.1%[1]

## 삽입곡
- 가을방학 – 속아도 꿈결
- 제주거지훈 – 소라게
- 모임 별 – 태평양

## 수상
- 2015년 KBS 연기대상 연작·단막극상 - 이하나